# Fietta
Fietta (Fiéta in veneto) è una frazione di Pieve del Grappa, in provincia di Treviso, già località dell'ex comune di Paderno del Grappa.

## Geografia fisica
Il territorio di Fietta si estende dalle Motte, modesti rilievi collinari che la separano da Paderno, sino alla cima del monte Grappa e ai suoi contrafforti nordorientali, comprendendo quindi l'alta valle del torrente Lastego (nel suo tratto iniziale detta valle di San Liberale) e, oltre il gruppo montuoso delle Meatte, la valle del torrente Calcino (detta inizialmente val del Melin e val delle Mure). Quest'ultima si snoda da sudovest a nordest collegando la cima del Grappa ad Alano di Piave. Tra le due valli si trova il Boccaor, una cattura di bacino costituita da una profonda spaccatura che precipita sino a quota 600 m.
Gli abitati (in realtà la frazione è costituita da diverse borgatelle) si distribuiscono sull'area subito a nord delle già citate Motte. Questa zona è attraversata dal Fossà di Mezza Fietta, affluente del Lastego e oggi parzialmente interrato; sulla sua sinistra si estende il pianoro detto valle del Contà.
Il centro principale, posto lungo via Sant'Andrea, è la Crosera; più ad est si trova le Fusere e, tra le due borgate, i Lovisat con la piazza in cui si affaccia la parrocchiale. Vanno citate poi Quattro Strade, più a sud, e i Bassi, a sudest.

## Storia
Pur mancando attestazioni precise, è possibile che a Fietta esistessero, più che dei castelli veri e propri, dei modesti siti fortificati, come testimoniato dai toponimi Torreselle (sulle Motte), Torraz (lungo via Piave) e Sasso del Castello (nella valle di San Liberale).
Nella seconda metà del XII secolo è citato il piccolo complesso monastico di San Vitale, donato dal vescovo di Treviso Ulderico al convento dei Santi Quaranta.
Nel 1314, l'attuale territorio di Fietta risulta diviso nelle due regole di Fietta stessa e Canil, dipendenti dalla pieve di Fonte (a sua volta parte del comune di Treviso). Nello stesso periodo sono  citate alcune località minori come Crosera e Fusere. Dal XV secolo esistette la sola regola di Fietta.
Al bellicoso periodo medievale successe la stabilità politica dovuta all'arrivo della Repubblica di Venezia. Da questo momento si assiste ad un rapido sviluppo demografico ed economico di Fietta, basato particolarmente sul prosperare dell'arte laniera (specie tra Sei e Settecento). Dal punto di vista amministrativo appartenne al III quartiere della podesteria di Asolo.
Sotto Napoleone Bonaparte, costituì un comune autonomo (1806), ma nel 1808 venne aggregata a Crespano. Fu località del comune di Paderno del Grappa dai tempi del Regno Lombardo-Veneto (1819) fino al 2019, quando venne istituito l'odierno comune di Pieve del Grappa.
Durante la prima guerra mondiale il fronte si collocò sul sovrastante monte Grappa. La valle del Boccaor fu affollata di soldati e vi fu realizzato un acquedotto per rifornire le trincee. Nello stesso periodo furono realizzate le tante strade che raggiungono la cima, tra cui la provinciale dall'Archeson, utilizzata come via di discesa.

## Monumenti e luoghi d'interesse

### Villa Fietta
Nelle vicinanze del borgo di Canil, si volge ai borghi di Fietta e al monte Grappa in un suggestivo contesto rimasto pressoché inalterato.
Secondo la ricostruzione di mons. Vittorio Piva, basata invero su documenti perduti, il complesso fu edificato all'inizio del XV secolo dal conte Biagio Fietta. Il terremoto del 25 febbraio 1695 danneggiò gravemente l'edificio e qualche tempo dopo venne ricostruito dal conte Bartolomio. Quest'ultimo consultò anche il noto architetto Giorgio Massari, il quale giunse in loco il 9 luglio 1719.
Nel 1721 i lavori, diretti proprio dal Massari, poterono cominciare, ma a rilento. Ancora nel 1752 il Massari fu richiamato per progettare le barchesse, ma non furono mai realizzate.
L'edificio risente dei pesanti interventi successivi: alla metà dell'Ottocento il conte Lorenzo vi aggiunse l'oratorio in stile neogotico e due ali laterali progettate da Antonio Zardo; nel Novecento la villa fu ceduta al Seminario Minore del Patriarcato di Venezia e fu completamente riadattata.
Presenta oggi un corpo centrale a tre piani, sormontato da un frontone, affiancato dalle due brevi appendici. Su ciascun lato si sviluppa una lunga ala a due piani e quella orientale termina con la chiesetta.
Dagli anni cinquanta è una delle sedi degli Istituti Filippin.

### Chiesa di Sant'Andrea
L'edificio sorge a nord Crosera. Originario del XIV secolo, fu chiesa campestre del paese sino al 1718. Va ricordato l'altare barocco del 1602 su cui è collocata una pala attribuita a Leandro Bassano.

### Chiesa della Santissima Trinità
Attuale parrocchiale del paese (peraltro la più elevata, in termini di altitudine, della diocesi di Treviso), fu costruita tra il 1762 e il 1773, ma va precisato che alcune parti provengono da altre chiese più antiche. Il campanile è di Francesco Zardo (1793).